# Siemiątki
Siemiątki (deutsch Schimiontken, 1928 bis 1945 Sagsau) ist ein kleiner Ort in der polnischen Woiwodschaft Ermland-Masuren. Er gehört zur Gmina Nidzica (Stadt- und Landgemeinde Neidenburg) im Powiat Nidzicki (Kreis Neidenburg).

## Geographische Lage
Siemiątki liegt in der südwestlichen Mitte der Woiwodschaft Ermland-Masuren, vier Kilometer südöstlich der Kreisstadt Nidzica (deutsch Neidenburg).

## Geschichte
Die kleine Landgemeinde Schimiontken wurde 1874 in den neu errichteten Amtsbezirk Kandien (polnisch Kanigowo) im ostpreußischen Kreis Neidenburg eingegliedert. Am 8. Dezember 1893 schlossen sich die beiden Landgemeinden Alt Borowen (1938 bis 1945 Seinsheim, polnisch Stare Borowe, nicht mehr existent) und Schimiontken zur neuen Landgemeinde Schimiontken zusammen. Die Zahl der Einwohner belief sich 1910 auf 16.
Am 30. September 1928 wurde der Gutsbezirk Sagsau (polnisch Zagrzewo) in die Landgemeinde Schimiontken eingegliedert, und nur wenige Wochen später – am 20. Oktober 1928 – wurde Schimiontken in „Sagsau“ umbenannt.

Für die Zeit bis 1945: 
Nachdem 1945 in Kriegsfolge das gesamte südliche Ostpreußen an Polen überstellt worden war, wurde das einstige Schimiontken wieder eigenständig und erhielt die polnische Namensform „Siemiątki“. Es ist heute eine Ortschaft im Verbund der Gmina Nidzica (Stadt- und Landgemeinde Neidenburg) im Powiat Nidzicki (Kreis Neidenburg), bis 1998 der Woiwodschaft Olsztyn, seither der Woiwodschaft Ermland-Masuren zugehörig. Im Jahre 2011 zählte Siemiątki 33 Einwohner.

## Kirche
Bis 1945 war Schimiontken (Sagsau) in die evangelische Kirche Kandien in der Kirchenprovinz Ostpreußen der Kirche der Altpreußischen Union sowie in die römisch-katholische Kirche Neidenburg im Bistum Ermland eingepfarrt. Heute gehört Siemiątki zur Kirche Kanigowo, jetzt im Erzbistum Ermland, und evangelischerseits zur Heilig-Kreuz-Kirche Nidzica in der Diözese Masuren der Evangelisch-Augsburgischen Kirche in Polen.

## Verkehr
Siemiątki liegt an einer Nebenstraße, die bei Grzegórzki (Gregersdorf) von der Woiwodschaftsstraße 604 abzweigt und über Piotrowice (Piotrowitz, 1932 bis 1945 Alt Petersdorf) nach Kanigowo (Kandien) führt. Nidzica ist die nächste Bahnstation und liegt an der Bahnstrecke Działdowo–Olsztyn (deutsch Soldau–Allenstein).